# Chrysometa nigrovittata
Chrysometa nigrovittata este o specie de păianjeni din genul Chrysometa, familia Tetragnathidae. A fost descrisă pentru prima dată de Keyserling, 1865. Conform Catalogue of Life specia Chrysometa nigrovittata nu are subspecii cunoscute.